# Cribralaria
Cribralaria is een mosdiertjesgeslacht uit de familie van de Cribrilinidae en de orde Cheilostomatida. De wetenschappelijke naam ervan is in 1941 voor het eerst geldig gepubliceerd door Silén.

## Soorten
- Cribralaria austrinsulensis Gordon, 1989
- Cribralaria curvirostris Silén, 1941
- Cribralaria fragilis Powell, 1967
- Cribralaria labiodentata Moyano, 1983
- Cribralaria ponticula Soule, Soule & Chaney, 1998
- Cribralaria pseudosolomonensis Tilbrook, 2006
- Cribralaria setirostris (MacGillivray, 1883)
- Cribralaria setosa (Kirkpatrick, 1890)
- Cribralaria solomonensis Soule, Soule & Chaney, 1998